# NMBS Serie 608
De Serie 608 was een dieseltrein gebruikt door de Belgische spoorwegmaatschappij NMBS tot 1963.
De NMBS bestelde in 1936 6 stuks van deze autorail (motorwagen) gebouwd door Forges Usines et Fonderies Haine-Saint-Pierre. Ze waren uitgerust met een achtcilinder dieselmotor van 220 kW en een transmissie van SLM Winterthur. Alleen het eerste draaistel was gemotoriseerd. Deze losse motorstellen werden op hetzelfde moment besteld als de tweedelige treinstellen uit de serie 652.

## Museum
Motorrijtuig 608.05 is bewaard gebleven bij de CFV3V.